# 盧貺
盧貺，字仲賓，廣西平樂府平樂縣人，明朝政治人物、進士出身。
鄉試第二。洪武四年，會試第十九名，登進士二甲，授吏部主事。